# Computer Entertainment Supplier's Association
La Computer Entertainment Supplier's Association (CESA) est une organisation japonaise créé en 1996  dans le but de « promouvoir l'industrie informatique du divertissement [...] avec comme objectif de contribuer au renforcement de l'industrie japonaise ainsi qu'à l'amélioration future des modes de vie ».
En 2008, le président du CESA est Yōichi Wada, également président de la société Square Enix, et le poste de vice-président est occupé par Michihiro Ishizuka (Konami).
La Computer Entertainment Rating Organization (CERO), l'organisation de classification des jeux vidéo au Japon, fut créée en 2002 comme une branche de la CESA.
Les activités du CESA sont réparties au sein de plusieurs comités (évènements, online, technique, ressources humaines, propriété intellectuelle, éthique, etc.).

## Activités
Organisation :
- Tokyo Game Show (TGS) : salon du jeu vidéo japonais,
- Japan Game Awards[3] : récompensant les meilleurs jeux vidéo,
- CESA Developers Conference (CEDEC) : conférences rassemblant les professionnels du jeu vidéo.
  - CEDEC Awards[4] : récompensant les meilleurs développeurs de jeux vidéo,

Publications annuelles :
- CESA Games White Paper,
- TGS Visitors Survey Report.